# Бисноватая, Рива Давидовна
Рива Давидовна (Давыдовна) Бисноватая (укр. Рива Бісновата; 2 февраля 1919, Лысянка, Киевская губерния — неизвестно, США) — деятель советского кино, звукорежиссёр.
Родилась в городке Лысянка Черкасской области Украины. Закончила Киевский кинотехникум (1935)
Лауреат Всесоюзного кинофестиваля в номинации «Приз за работу звукооператора» (1960).

## Фильмография
- 1939 — Большая жизнь[1] (2-й звукооператор)[2]
- 1941 — Богдан Хмельницкий[1] (звукооператор)[3]
- 1954 — Земля[1][4]
- 1955 — В один прекрасный день
- 1956 — Кровавый рассвет
- 1957 — Любовь на свидании
- 1958 — Киевлянка[1]
- 1959 — Иванна
- 1961 — Радость моя
- 1961 — Лесная песня
- 1962 — Мы, двое мужчин
- 1964 — Ключи от неба
- 1966 — Кто вернётся — долюбит[1]
- 1968 — Аннычка[1]
- 1970 — Умеете ли вы жить?
- 1972 — Пропавшая грамота[1]
- 1976 — Остров юности
- 1979 — Полоска нескошенных диких цветов
- 1980 — «Мерседес» уходит от погони[1]
- 1982 — Грачи
- 1983 — Не было бы счастья…
- 1984 — Благие намерения
- 1986 — Обвиняется свадьба[1]